# Działanie upustowe
Działanie upustowe, zachowanie upustowe, reakcja upustowa (niem. Leerlaufreaktion) – wprowadzony przez Konrada Lorenza w 1935 termin stosowany w etologii dla określenia zachowania instynktowego wywołanego długotrwałym brakiem bodźca kluczowego lub wyzwalacza danego zachowania. Działanie upustowe ma na celu obniżenie poziomu czynnika motywacyjnego.